# Fußball-Weltmeisterschaft der Frauen/Rekorde

## Spielerinnen

### Die meisten Teilnahmen an Fußball-Weltmeisterschaften
- Formiga (1995, 1999, 2003, 2007, 2011, 2015, 2019) – sieben Teilnahmen
- Homare Sawa (1995, 1999, 2003, 2007, 2011, 2015) – sechs Teilnahmen
- Marta (2003, 2007, 2011, 2015, 2019, 2023) – sechs Teilnahmen
- Christine Sinclair (2003, 2007, 2011, 2015, 2019, 2023) – sechs Teilnahmen
- Onome Ebi (2003, 2007, 2011, 2015, 2019, 2023) – sechs Teilnahmen

### Die meisten WM-Einsätze
Diese Tabelle listet die 15 Spielerinnen mit den meisten WM-Einsätzen auf. Dabei zählen alle Spiele, auch Kurzeinsätze.
| Rang | Spielerin          | Spiele | Turniere                                 |
| ---- | ------------------ | ------ | ---------------------------------------- |
| 1    | Kristine Lilly     | 30     | 1991, 1995, 1999, 2003, 2007             |
| 2    | Formiga            | 27     | 1995, 1999, 2003, 2007, 2011, 2015, 2019 |
| 3    | Carli Lloyd        | 25     | 2007, 2011, 2015, 2019                   |
|      | Abby Wambach       |        | 2003, 2007, 2011, 2015                   |
| 5    | Julie Foudy        | 24     | 1991, 1995, 1999, 2003                   |
|      | Birgit Prinz       |        | 1995, 1999, 2003, 2007, 2011             |
|      | Homare Sawa        |        | 1995, 1999, 2003, 2007, 2011, 2015       |
|      | Christine Sinclair |        | 2003, 2007, 2011, 2015, 2019, 2023       |
| 9    | Joy Fawcett        | 23     | 1991, 1995, 1999, 2003                   |
|      | Mia Hamm           |        | 1991, 1995, 1999, 2003                   |
|      | Marta              |        | 2003, 2007, 2011, 2015, 2019, 2023       |
| 12   | Alex Morgan        | 22     | 2011, 2015, 2019, 2023                   |
|      | Bente Nordby       |        | 1995, 1999, 2003, 2007                   |
|      | Hege Riise         |        | 1991, 1995, 1999, 2003                   |
|      | Bettina Wiegmann   |        | 1991, 1995, 1999, 2003                   |

Mehr als 30 Spiele waren bis einschließlich 2007 nicht möglich.

### Alter der Spielerinnen
Jüngste Teilnehmerin:
- Die jüngste Teilnehmerin ist Casey Phair (Südkorea, * 29. Juni 2007), sie wurde durch ihren Einsatz gegen Kolumbien am 25. Juli 2023 mit 16 Jahren und 26 Tagen die jüngste Spielerin in der WM-Geschichte.[1]
- Die jüngste Torhüterin bei einer WM:  Cecilia Santiago. Mit 16 Jahren und 251 Tagen wurde sie bei der WM 2011 im ersten Spiel gegen England eingesetzt.
- Die jüngste Teilnehmerin, die bei einer WM ein Tor schoss:  Jelena Danilowa. Im Alter von 16 Jahren und 96 Tagen bei der WM 2003.
- Die jüngste Teilnehmerin, die Weltmeisterin wurde:  Ingrid Sternhoff ohne Einsatz mit 18 Jahren und 111 Tagen; Marianne Pettersen (Norwegen) mit 19 Jahren und 186 Tagen, im Finale 1995 eingesetzt.
- Die jüngste Spielerin, die in einem WM-Finale stand:  Birgit Prinz mit 17 Jahren und 234 Tagen im Finale 1995.
- Die jüngste Teilnehmerin, die bei einer WM des Feldes verwiesen wurde:  Alicia Ferguson mit 17 Jahren und 238 Tagen.

Älteste Teilnehmerin:
- Die älteste Teilnehmerin bei einer WM:  Formiga überbot am 9. Juni 2019 mit 41 Jahren und 98 Tagen den Rekord von  Christie Rampone. Letztere hatte am 16. Juni 2015, acht Tage vor ihrem 40. Geburtstag den vier Tage zuvor von Perpetua Nkwocha (Nigeria) aufgestellten Altersrekord überboten und ihn bis zum Finale auf 40 Jahre und 11 Tage gesteigert. Nkwocha hatte am 12. Juni 2015 mit 39 Jahren und 160 Tagen den vorherigen Altersrekord von Meg (Brasilien) um einen Tag überboten, die bei der WM 1995 mit 39 Jahren und 159 Tagen im Spiel gegen Deutschland antrat.
- Formiga ist auch die älteste Torschützin seit dem 10. Juni 2015, als sie beim Spiel für Brasilien gegen Südkorea mit 37 Jahren und 98 Tagen das 1:0 erzielte (Endstand 2:0). Sie löste damit die bisherige Rekordhalterin Charmaine Hooper (Kanada) ab, die im Alter von 35 Jahren und 261 Tagen bei der WM 2003 im Spiel gegen China ein Tor geschossen hatte.
- Die älteste Teilnehmerin, die Weltmeisterin wurde:  Christie Rampone im Alter von 40 Jahren und 11 Tagen bei der WM 2015.

## Trainer und Trainerinnen
- Anson Dorrance war der erste Trainer, der 6 WM-Spiele in Folge gewonnen hat, 1991 mit den USA (1995 betreute ein anderer Trainer die Mannschaft). Der Rekord wurde 2003 von Tina Theune eingestellt, ihre Nachfolgerin Silvia Neid steigerte den Rekord 2011 auf sieben Spiele (drittes Gruppenspiel 2007 bis drittes Gruppenspiel 2011, beendet durch die Viertelfinalniederlage gegen Japan). Jill Ellis überbot den Rekord dann 2019 mit acht Spielen (beginnend mit dem 1:0-Sieg im dritten Gruppenspiel bei der WM 2015) und steigerte ihn auf bisher 12 Spiele.
- Even Pellerud ist der erste Trainer, der mit zwei Ländern das Halbfinale erreicht hat. 1991 und 1995 mit Norwegen und anschließendem Titelgewinn 1995 gegen Deutschland, 2003 mit Kanada und anschließender Niederlage im Spiel um Platz 3 (1:3) gegen die USA.
- Die meisten Teilnahmen als Trainer: 5, Even Pellerud (Norwegen/3 ×, Kanada/2 ×)
- Die meisten Spiele als Trainer:

| Platz | Name                     | Land         | Spiele | Betreute Mannschaften                | Teilnahmen                       | Titel                  |
| --- | ------------------------ | ------------ | ------ | ------------------------------------ | -------------------------------- | ---------------------- |
| 1 | Even Pellerud            | Norwegen     | 25     | Norwegen (16), Kanada (9)            | 5 (1991, 1995, 2003, 2007, 2015) | Weltmeister 1995       |
| 2 | Silvia Neid              | Deutschland  | 17     | Deutschland                          | 3 (2007, 2011, 2015)             | Weltmeister 2007       |
| 3 | Marika Domanski Lyfors   | Schweden     | 14     | Schweden (10), China (4)             | 3 (1999, 2003, 2007)             |                        |
| | Peter Gerhardsson        | Schweden     | 14     | Schweden                             | 2 (2019, 2023)                   |                        |
| | Jill Ellis               | England/ USA | 14     | USA                                  | 2 (2015, 2019)                   | Weltmeister 2015, 2019 |
| | Tom Sermanni             | Schottland   | 14     | Australien (11), Neuseeland (3)      | 4 (1995, 2007, 2011, 2019)       |                        |
| | Sarina Wiegman           | Niederlande  | 14     | Niederlande (7), England (7)         | 2 (2019, 2023)                   |                        |
| 8 | Thomas Dennerby          | Schweden     | 13     | Schweden (9), Nigeria (4)            | 3 (2007, 2011, 2019)             |                        |
| | Norio Sasaki             | Japan        | 13     | Japan                                | 2 (2011, 2015)                   | Weltmeister 2011       |
| | Pia Sundhage             | Schweden     | 13     | USA (6), Schweden (4), Brasilien (3) | 3 (2011, 2015, 2023)             |                        |
| 11 | Gero Bisanz              | Deutschland  | 12     | Deutschland                          | 2 (1991, 1995)                   |                        |
| | Tony DiCicco             | USA          | 12     | USA                                  | 2 (1995, 1999)                   | Weltmeister 1999       |
| | Martina Voss-Tecklenburg | Deutschland  | 12     | Schweiz (4), Deutschland (8)         | 3 (2015, 2019, 2023)             |                        |
| | Yuanam Ma                | China        | 12     | China                                | 2 (1995, 1999)                   |                        |
| 15 | John Herdman             | England      | 11     | Neuseeland (6), Kanada (5)           | 3 (2007, 2011, 2015)             |                        |
| | Jorge Vilda              | Spanien      | 11     | Spanien                              | 2 (2019, 2023)                   | Weltmeister 2023       |
| 17 | Tina Theune              | Deutschland  | 10     | Deutschland                          | 2 (1999, 2003)                   | Weltmeister 2003       |
| 18 | José Carlos Borrello     | Argentinien  | 09     | Argentinien                          | 3 (2003, 2007, 2019)             |                        |
| | Leonardo Cuéllar         | Mexiko       | 09     | Mexiko                               | 3 (1999, 2011, 2015)             |                        |
| 20 | Milena Bertolini         | Italien      | 08     | Italien                              | 2 (2019, 2023)                   |                        |
| | Juri Bystrizki           | Russland     | 08     | Russland                             | 2 (1999, 2003)                   |                        |
| | Keld Gantzhorn           | Dänemark     | 08     | Dänemark                             | 2 (1991, 1995)                   |                        |
| | Hope Powell              | England      | 08     | England                              | 2 (2007, 2011)                   |                        |
| | Alen Stajcic             | Australien   | 08     | Australien (5), Philippinen (3)      | 2 (2015, 2023)                   |                        |
| | Vadão                    | Brasilien    | 08     | Brasilien                            | 2 (2015, 2019)                   |                        |
| 26 | Desiree Ellis            | Südafrika    | 07     | Südafrika                            | 2 (2019, 2023)                   |                        |
| | Tony Gustavsson          | Schweden     | 07     | Australien (6)                       | 1 (2023)                         |                        |
| | Kenneth Heiner-Møller    | Dänemark     | 07     | Dänemark (3), Kanada (4)             | 2 (2007, 2019)                   |                        |
| | Kim Kwang-min            | Nordkorea    | 07     | Nordkorea                            | 2 (2007, 2011)                   |                        |
| | Phil Neville             | England      | 07     | England                              | 1 (2019)                         |                        |
| | Mark Sampson             | Wales        | 07     | England                              | 1 (2015)                         |                        |
| | Tamotsu Suzuki           | Japan        | 07     | Japan                                | 2 (1991, 1995)                   |                        |
| | Yoon Duk-yeo             | Südkorea     | 07     | Südkorea                             | 2 (2015, 2019)                   |                        |
| 34 | Jorge Barcellos          | Brasilien    | 06     | Brasilien                            | 1 (2007)                         |                        |
| | Bruno Bini               | Frankreich   | 06     | Frankreich                           | 1 (2011)                         |                        |
| | Wilson De Oliveira Rica  | Brasilien    | 06     | Brasilien                            | 1 (1999)                         |                        |
| | Anson Dorrance           | USA          | 06     | USA                                  | 1 (1991)                         | Weltmeister 1991       |
| | April Heinrichs          | USA          | 06     | USA                                  | 1 (2003)                         |                        |
| | Gunilla Paijkull         | Schweden     | 06     | Schweden                             | 1 (1991)                         |                        |
| | Greg Ryan                | USA          | 06     | USA                                  | 1 (2007)                         |                        |
| | Nuengrutai Srathongvian  | Thailand     | 06     | Thailand                             | 2 (2011, 2019)                   |                        |
| | Amelia Valverde          | Costa Rica   | 06     | Costa Rica                           | 2 (2015, 2023)                   |                        |
| Stand 20. August 2023, fett gesetzte waren 2023 im Einsatz, kursiv gesetzte mit ihrer Mannschaft vor dem Finale ausgeschieden. 1. |                          |              |        |                                      |                                  |                        |

- Die meisten Siege: 16, Even Pellerud (12 mit Norwegen, 4 mit Kanada)
- Die meisten Titel: Jill Ellis mit 2 Titeln.
- Zwei Trainer erreichten zweimal das Finale, gewannen aber nur einmal: Even Pellerud (1991 und 1995 mit Norwegen), Norio Sasaki (2011 und 2015 mit Japan)
- Die meisten trainierten Länder:
  - 3: Pia Sundhage (USA 2011, Schweden 2015 und Brasilien 2023)
  - 2: Even Pellerud (Norwegen 1991, 1995 und 2015; Kanada 2003, 2007), Marika Domanski Lyfors (Schweden 1999, 2003 und China 2007), John Herdman (Neuseeland 2007, 2011 und Kanada 2015), Martina Voss-Tecklenburg (Schweiz 2015, Deutschland 2019 und 2023), Tom Sermanni (Australien 1995, 2007, 2011 und Neuseeland 2019), Thomas Dennerby (Schweden 2007, 2011 und Nigeria 2019) und Kenneth Heiner-Møller (Dänische Fußballnationalmannschaft der Frauen 2007 und Kanada 2019), Alen Stajcic (Australien 2015 und Philippinen 2023)
- Weltmeister als Spielerin und Trainerin: keine. April Heinrichs wurde als Spielerin Weltmeister, als Trainerin Dritte; Silvia Neid als Spielerin Vizeweltmeister, als Co-Trainerin und Trainerin Weltmeister.
- Jüngster Trainer eines Weltmeister-Teams war 1991 der US-Amerikaner Anson Dorrance mit 40 Jahren.
- Ältester Trainer eines Weltmeister-Teams war 2011 der Japaner Norio Sasaki mit 53 Jahren.
- Ältester Trainer bei einer WM, dessen Alter bekannt ist: Mai Đức Chung  (Vietnam) mit 72 Jahren bei der WM 2023.[2]
- Bei 94 Spielen standen sich an der Seitenlinie ein Trainer und eine Trainerin gegenüber, dabei gab es 48 Siege für die Trainerinnen und 31 Siege für die Trainer. 16 Spiele endeten remis, davon wurden vier im Elfmeterschießen entschieden, je 2 Erfolge für einen Trainer und eine Trainerin. (Stand: 24. Juli 2023)
- Den größten Anteil weiblicher Trainer gab es 2011 als sechs von 16 Mannschaften sowie 2023 als 12 von 32 Mannschaften (37,5 %) von Frauen trainiert wurden. Die höchste absolute Anzahl gab es 2023 mit zwölf Trainerinnen.
- Leonardo Cuéllar und Yoon Duk-yeo sind die einzigen Trainer, die an einer WM der Männer als Spieler teilnahmen. Cuéllar spielte 1978 mit Mexiko u. a. gegen Deutschland (0:6),[3] Yoon 1990 mit Südkorea.[4] Philippe Bergeroo, 2015 Trainer der Französinnen nahm als Ersatztorhüter an der WM 1986 teil, kam aber nicht zum Einsatz.
- Tony DiCicco und Silvia Neid sind die einzigen Trainer, die sowohl mit ihrer Mannschaft Weltmeister als auch Olympiasieger wurden, wobei DiCicco zuerst 1996 die USA zum Olympiasieg und drei Jahre später zum WM-Titel führte und Neid mit Deutschland 2007 den WM-Titel und neun Jahre später den Olympiasieg feierte.
- Nigeria trat bei allen neun Teilnahmen mit einem anderen Trainer an.
- Vanessa Arauz León aus Ecuador, ist mit 26 Jahren und 124 Tagen, die jüngste Trainerin der WM-Geschichte. Arauz steht somit im Guinness-Buch der Rekorde.[5]

## Schiedsrichter/-innen
- Claudia Vasconcelos aus Brasilien war 1991 die erste weibliche Schiedsrichterin bei der WM. Sie leitete das kleine Finale zwischen Schweden und Deutschland.[6]
- Die meisten Spiele als Schiedsrichterinnen:
  - 10: Stéphanie Frappart ( Frankreich) 2015–2023 (zudem 1 Spiel bei der WM der Männer 2022)
  - 10: Nicole Petignat ( Schweiz) 1999–2007
  - 09: Tammy Ogston ( Australien) 1999–2007
  - 09: Sonia Denoncourt ( Kanada) 1995–2003
  - 09: Kari Seitz ( USA) 1999, 2003, 2007 und 2011
  - 09: Kateryna Monsul ( Ukraine) 2015–2023
  - 09: Anna-Marie Keighley ( Neuseeland) 2015–2023
  - 08: Edina Alves Batista ( Brasilien) 2019–2023
  - 07: Im Eun-ju ( Südkorea) 1999–2003
  - 07: Melissa Borjas ( Honduras) 2015–2023
- Die jüngste Schiedsrichterin: Marisela Contreras de Fuentes ( Venezuela) im Alter von 26 Jahren und 11 Tagen beim Spiel Norwegen – Japan am 26. Juni 1999
- Die älteste Schiedsrichterin: Esther Staubli ( Schweiz) im Alter von 43 Jahren und 312 Tagen beim Spiel Japan – Schweden am 11. August 2023
- Die meisten Teilnahmen als Schiedsrichterin: Kari Seitz (USA) 1999, 2003, 2007 und 2011
- Wadsim Schuk (Sowjetunion, nun Belarus) ist der einzige Schiedsrichter, der ein WM-Finale pfiff (1991)
- Tammy Ogston (Australien) ist die einzige Nichteuropäerin, die ein WM-Finale pfiff (2007)
- Bibiana Steinhaus ist die erste Schiedsrichterin, die sowohl ein WM-Finale (2011) als auch das Finale bei den Olympischen Spielen (2012) leitete.
- Zwei Schiedsrichterinnen leiteten sowohl das Eröffnungsspiel als auch das Finale: Tammy Ogston (Australien) 2007 und Kateryna Monsul (Ukraine) 2015
- Sonia Denoncourt (Kanada) leitete zwei Eröffnungsspiele: 1995 und 1999
- Ri Hyang-ok (Nordkorea) und Anastassija Pustowoitowa (Russland) nahmen sowohl als Spielerin (1999 und 2003 bzw. 2003) als auch als Schiedsrichterin (2015 und 2019 bzw. 2019) teil.

## Platzverweise und Verwarnungen
- Erster Platzverweis:  Lin Hui Fang bei der WM 1991 in der 6. Minute des Spiels Chinese Taipei gegen Nigeria (Endstand 2:0) – gleichzeitig erster Platzverweis für eine Torhüterin.[7]
- Erste gelb-rote Karte:  Suzy im Spiel gegen Deutschland am 9. Juni 1995.[8]
- Erste rote Karte in einem WM-Finale:  Azusa Iwashimizu, 2011
- Erste gelb-rote Karte nach Videobeweis:  Nothando Vilakazi am 8. Juni 2019 im Gruppenspiel gegen Spanien.
- Der schnellste Platzverweis:  Alicia Ferguson im Spiel gegen China bei der WM 1999 (Endstand 3:1) nach 2 Minuten durch Schiedsrichterin Sandra Hunt (USA). Sie ist zudem mit 17 Jahren und 238 Tagen die jüngste Spielerin, die einen Platzverweis erhielt.[9]
- Älteste vom Feld verwiesene Spielerin:  Heide Støre erhielt 1995 mit 31 Jahren und 346 Tagen im Halbfinale gegen die USA die gelb-rote Karte.[10]
- Die meisten roten und gelb-roten Karten bei einem Turnier: 5 (1999)
- Die meisten Verwarnungen bei einem Turnier: 124 (2019)
- Die meisten Verwarnungen in einem Spiel: 8 beim Spiel Deutschland – Brasilien 6:1 am 9. Juni 1995[11] und zwischen Brasilien und der USA bei der WM 2011.[12] Während beim ersten Spiel Suzy zwei gelbe Karten erhielt, d. h. die gelb-rote Karte, bekam im zweiten Spiel noch zusätzlich Rachel Buehler die rote Karte.
- Die schnellste Verwarnung:  Ri Hyang-ok in der 1. Minute des Spiels Nordkorea – Nigeria 1999
- Catalina Pérez aus Kolumbien und Catalina Pérez aus Argentinien sind die einzigen Spielerinnen mit dem gleichen Namen, die in WM-Spielen vom Platz gestellt wurden. Die Kolumbianerin 2015 gegen die USA durch eine Rote Karte, die Argentinierin 2007 gegen England durch eine Gelb-Rote Karte.[13][14]

## Strafstöße
- Erster verwandelter Elfmeter: Bettina Wiegmann (Deutschland) am 19. November 1991 in der 10. Minute.[15]
- Der erste vergebene Elfmeter: Tone Haugen (Norwegen) im 1. WM-Spiel am 16. November 1991 gegen China.
- Die meisten erhaltenen Strafstöße: Deutschland – 13 (alle verwandelt).
- Erster Elfmeter in einem Eröffnungsspiel: Kanada – China am 6. Juni 2015 in der 90.+2. Minute durch Christine Sinclair zum 1:0-Endstand.
- Erster Elfmeter in einem Finale: Deutschland – Brasilien am 30. September 2007 in der 64. Minute, geschossen von Marta durch Nadine Angerer gehalten
- Erster verwandelter Elfmeter in einem Finale: USA – Niederlande am 7. Juli 2019 in der 61. Minute durch Megan Rapinoe zum 1:0-Zwischenstand (Endstand: 2:0)
- Die meisten verwandelten Strafstöße in einem Spiel: 3 beim 6:0 von Kamerun gegen Ecuador am 8. Juni 2015.

## Tore

### Spielerinnen
- Das erste Weltmeisterschaftstor: Ma Li (China) nach 22 Minuten im Eröffnungsspiel 1991 gegen Norwegen bei der WM 1991.
- Das erste Golden Goal schoss Sissi (Brasilien) 1999 im Viertelfinale beim 4:3 n. V. gegen Nigeria.
- Das erste und einzige Golden Goal im Finale bei einer Frauen-WM schoss Nia Künzer im Finale der WM 2003 gegen Schweden zum 2:1 für Deutschland.

- Die erste Spielerin, die bei einer WM 3 Tore in einem Spiel schoss: Carolina Morace (Italien) am 17. November 1991 im Spiel gegen Taiwan, Endstand 5:0.[16]
- Die meisten Tore in einem Spiel:
  - Michelle Akers (USA) – 5 Tore im Spiel gegen Taiwan, Endstand: 7:0 (24. November 1991). Davon drei als „lupenreiner“ Hattrick[17]
  - Alex Morgan (USA) – 5 Tore im Spiel gegen Thailand, Endstand: 13:0 (11. Juni 2019).
  - Sam Kerr (Australien) – 4 Tore im Spiel gegen Jamaika, Endstand: 4:1 (18. Juni 2019).
- Der schnellste Hattrick: Fabienne Humm (Schweiz) am 12. Juni 2015 gegen Ecuador – 3 Tore innerhalb von fünf Minuten (47., 49. und 52. Spielminute), womit die bisherige Bestmarke von acht Minuten der Japanerin Mio Ōtani von 2003 unterboten wurde.[18][19]
- Die meisten Tore in einem Weltmeisterschaftsturnier: Michelle Akers (USA) – 10 Treffer in 6 Begegnungen bei der WM 1991
- Erste Spielerin mit mindestens je drei Toren bei drei Weltmeisterschaften: Bettina Wiegmann: 1991 (3), 1995 (3), 1999 (3) – Marta, Cristiane und Abby Wambach konnten mittlerweile ebenfalls jeweils mindestens drei Tore bei drei Teilnahmen erzielen.
- Erste Spielerin mit mindestens je einem Tor bei vier Weltmeisterschaften: Bettina Wiegmann: 1991 (3), 1995 (3), 1999 (3) und 2003 (2) – 2003 erzielte sie am 20. September das erste von zwei Toren. Sun Wen erzielte als zweite Spielerin am 21. September 2003 ein Tor bei ihrer vierten WM.
- Erste Spielerin mit mindestens je zwei Toren bei vier Weltmeisterschaften: Mia Hamm: 1991 (2), 1995 (2), 1999 (2) und 2003 (2) – 2003 erzielte sie am 25. September zwei Tore, Bettina Wiegmann gelang ihr zweites Tor bei der WM 2003 erst am 27. September.
- Erste Spielerin mit mindestens einem Tor bei fünf Weltmeisterschaften: Marta: 2003 (3), 2007 (7), 2011 (4), 2015 (1), 2019 (2 am 13. und 18. Juni), Christine Sinclair erzielte auch bei fünf WM-Turnieren Tore, aber erst am 20. Juni 2019 das Tor bei ihrer fünften Teilnahme.
- Die erfolgreichsten WM-Torschützinnen insgesamt (Umfangreichere Liste: Fußball-Weltmeisterschaft der Frauen/Torschützinnen):

1. Marta – 17 Tore bei fünf Endrunden (2003, 2007, 2011, 2015, 2019)
2. Birgit Prinz (Deutschland) – 14 Treffer bei fünf Endrunden (1995, 1999, 2003, 2007, 2011)
00 Abby Wambach 14 Tore bei vier Endrunden (2003, 2007, 2011, 2015)
4. Michelle Akers (USA) – 12 Tore bei zwei Endrunden (1991, 1999, kein Tor 1995)
5. Sun Wen (China) und Bettina Wiegmann je 11 bei vier Endrunden (1991, 1995, 1999, 2003) sowie Cristiane 11 bei drei Endrunden 2007, 2011 und 2019 (bei den Teilnahmen 2003 und 2015 gelang ihr kein Tor)
- Die meisten Tore durch Elfmeter:

1. Bettina Wiegmann (Deutschland) – 8 Tore bei vier Endrunden
2. Marta (Brasilien) – 7 Tore bei fünf Endrunden
3. Tina Svensson (Norwegen) – 4 Tore bei zwei Endrunden (keine weiteren Tore)
3. Fara Williams (England) – 4 Tore bei drei Endrunden (einmal drei, einmal einer und einmal keiner)
- Die schnellsten Weltmeisterschaftstore nach Spielbeginn:

1. Lena Videkull (Schweden) nach 30 Sekunden im Spiel gegen Japan 1991
2. Marie-Laure Delie (Frankreich) nach 34 Sekunden im Spiel gegen Mexiko 2015
3. Melissa Tancredi (Kanada) nach 37 Sekunden im Spiel gegen Australien 2007
4. Lori Chalupny (USA) nach 54 Sekunden im Spiel gegen Nigeria 2007
- Die schnellsten Tore nach Einwechslung:
  - Thanatta Chawong (Thailand), 2015 nach 2 Minuten im Spiel gegen die Elfenbeinküste zum 3:1.[21][22]
  - Pia Wunderlich (Deutschland) und Linda Sembrant (Schweden) jeweils nach 3 Minuten: 2003 das 3:0 im Viertelfinale beim 7:1 gegen Russland bzw. 2015 das 3:2 im Vorrundenspiel beim 3:3 gegen Nigeria.[23]
- Die schnellsten Ausgleichstore:
  - 1999: Nkiru Okosieme (Nigeria) zum 1:1 gegen die USA in der 2. Minute. Das 0:1 fiel ebenfalls in der 2. Minute durch ein Eigentor von Ifeanyi Chiejine (Endstand: 1:7).[24]
  - 2003: Dianne Alagich (Australien), Eigentor zum 1:1 für Russland in der 39. Minute. Das 1:0 für Australien gelang Kelly Golebiowski in der 38. Minute (Endstand 1:2).[25]
  - 2015: Raquel Rodríguez (Costa Rica) zum 1:1-Endstand gegen Spanien in der 14. Minute. Das 1:0 für Spanien erzielte Vicky Losada in der 13. Minute.[26]

- Die jüngste Torschützin ist Jelena Danilowa (Russland), die 2003 gegen Australien mit 16 Jahren und 96 Tagen ihr einziges WM-Tor erzielte.
- Die älteste Torschützin ist seit dem 10. Juni 2015 die Brasilianerin Formiga, die beim Spiel für Brasilien gegen Südkorea am 9. Juni 2015 mit 37 Jahren und 98 Tagen das 1:0 erzielte (Endstand 2:0).
- Die jüngste Dreifach-Torschützin ist Inka Grings (Deutschland), die am 25. Juni 1999 gegen Mexiko mit 20 Jahren und 237 Tagen die Tore zum 1:0, 4:0 und 6:0-Endstand erzielte.
- Die älteste Dreifach-Torschützin ist seit dem 9. Juni 2019 die Brasilianerin Cristiane, die beim Spiel für Brasilien gegen Jamaika am 9. Juni 2019 mit 34 Jahren und 25 Tagen die drei Tore zum 3:0-Sieg erzielte und damit Carli Lloyd ablöste, die im WM-Finale 2015 mit 32 Jahren und 354 Tagen drei Tore erzielte.

#### Gegentore
- Die meisten Spiele ohne Gegentor:
  - 1. Briana Scurry (USA/1995–2007) und Hope Solo (USA/2007–2015): je 10
  - 3. Nadine Angerer (Deutschland/2007–2015): 9
- Die meisten Gegentore: Ann Chi Jine (Nigeria) 33 in 10 Spielen zwischen 1991 und 1999, davon nur ein Spiel ohne Gegentor
- Die meisten Gegentore in einem Spiel: Sukanya Chor Charoenying (Thailand) 13 beim 0:13 gegen die USA am 11. Juni 2019
- Das erste Eigentor: Terry McCahill (Neuseeland) im Spiel am 19. November 1991 gegen Norwegen.[27]
- Das schnellste Eigentor: Daiane (Brasilien) nach 75 Sekunden im Spiel gegen die USA 2011
- Die meisten Eigentore in einem Spiel: Angie Ponce (Ecuador) – zwei beim 1:10 gegen die Schweiz am 12. Juni 2015. Zudem erzielte sie den Ehrentreffer für Ecuador durch Elfmeter.[18]
- Spätestes Eigentor: Laura Bassett (England) in der 90+2. Minute des Halbfinales 2015 gegen Japan.
- Erstes Eigentor in einem WM-Finale: Julie Johnston (USA) zum zwischenzeitlichen 2:4 für Japan im Finale 2015.

### Mannschaften
- Die meisten Tore insgesamt: USA (142), Deutschland (129) – Stand: 6. August 2023
- Die meisten Tore durch Elfmeter: Deutschland (14)
- Die meisten Gegentore insgesamt: Nigeria (65) – Stand: 3. August 2023

### Chronik der WM-Rekordtorschützinnen
| Name                     | Tore  | Spiel                              | Rekordhalterin seit …              | Dauer (Tage) | Bemerkungen |
| ------------------------ | ----- | ---------------------------------- | ---------------------------------- | ------------ | --- |
| Ma Li (Fußballspielerin) | 1     | China – Norwegen 4:0 (1:0)         | 16. November 1991, 22. Spielminute | 0000         | Erstes WM-Tor, Rekordhalterin für 28 Minuten. |
| Liu Ailing               | 2     | China – Norwegen 4:0 (1:0)         | 16. November 1991, 50 Spielminute  | 0001         | Erste Spielerin, der zwei Tore in einem WM-Spiel gelangen |
| Carolina Morace          | 3–4   | Chinese Taipei – Italien 0:5 (0:3) | 17. November 1991                  | 0004         | Erste Spielerin, der drei Tore in einem WM-Spiel gelangen |
| Heidi Mohr               | 5–6   | Italien – Deutschland 0:2 (0:0)    | 21. November 1991                  | 0003         | Erste Spielerin, der in drei und vier Spielen nacheinander jeweils mindestens ein Tor gelang |
| Michelle Akers           | 7–12  | USA – Chinese Taipei 7:0 (4:0)     | 24. November 1991                  | 5776         | Erste Spielerin, der fünf Tore in einem WM-Spiel gelangen, wurde mit ihren zehn Toren in sechs Spielen 1991 erste WM-Torschützenkönigin. Acht Jahre später erzielte sie die Tore Nr. 11 und 12. |
| Birgit Prinz             | 13–14 | Deutschland – Japan 2:0 (1:0)      | 17. September 2007                 | 2822         | Erste Rekordhalterin, die ihre Tore bei vier Turnieren erzielte. Der Rekord wurde am 10. Juli 2011 von Marta eingestellt.                                                                       |
| Marta                    | 15–17 | Brasilien – Südkorea 2:0 (1:0)     | 9. Juni 2015                       | 3708         | Erste Rekordhalterin, die ein Drittel ihrer Tore durch Elfmeter und bei 5 Turnieren erzielte |

## Serien

### Spielerinnen
- Die meisten Siege (ohne Siege in Elfmeterschießen):

1. Kristine Lilly 24
2. Julie Foudy und Joy Fawcett je 20
4. Mia Hamm und Carli Lloyd je 19
6. Birgit Prinz und Abby Wambach 18
- Die meisten WM-Spielminuten: Kristine Lilly mit 2536 Minuten.
- Spielerin mit den meisten WM-Spielen: Kristine Lilly mit 30
- Die meisten WM-Spielminuten in Folge ohne Gegentor: Nadine Angerer mit 621 Spielminuten (WM 2007 und Eröffnungsspiel der WM 2011)
- Formiga hält den Rekord für die längste Zeitspanne: Zwischen ihrem ersten WM-Spiel am 7. Juni 1995 (Einwechslung in der 72. Minute) und ihrem letzten Spiel am 23. Juni 2019 liegen 24 Jahre und 16 Tage. Zuvor hielt ihn Homare Sawa: Zwischen ihrem ersten WM-Spiel am 5. Juni 1995 und ihrem letzten Spiel am 5. Juli 2015 liegen 20 Jahre und 1 Monat.
- Die meisten Einsätze als Spielführerin:
  - Christine Sinclair (2011, 2015, 2019 und 2023) – 15 (davon einmal nach Einwechslung)
  - Steph Houghton (2015 und 2019) – 14
  - Caroline Seger (2011, 2015 und 2019) – 12
  - Aline Pellegrino (2007 und 2011) – 9
  - Birgit Prinz (2007 und 2011) – 8
  - Nadine Angerer (2015), Aya Miyama (2015) und Silvia Neid (1991 und 1995) – je 7. (Stand: 31. Juli 2023)
- Die meisten Spiele in Folge ohne Gegentor: Nadine Angerer (Deutschland/2007): 6. Die Serie endete mit dem Eröffnungsspiel bei der WM 2011, als Christine Sinclair in der 82. Minute einen Freistoß gegen Deutschland direkt verwandelte.

### Mannschaften
- Die längsten Siegesserien:
  - USA mit 12 Spielen (2015–2019)
  - Norwegen mit 10 Spielen (1995–1999)
- Die längsten Serien ohne Niederlage:
  - USA 18 Spiele (2011 bis 2023, mit einer Niederlage im Elfmeterschießen im Finale 2011)
  - Deutschland 15 Spiele (2003 bis 2011). Die Serie endete im Viertelfinale 2011 durch ein 0:1 n. V. gegen Japan.
- Die längste Serie an Vorrundenspielen ohne Niederlage: Deutschland mit 19 Spielen seit 1995. Die Serie begann mit dem letzten Vorrundenspiel bei der WM 1995.
- Längste Serie mit mindestens einem Tor pro Spiel: England 2015–2023 - 16 Spiele, zuvor Norwegen mit 15 Spielen (1991–1999)
- Die längste Serie an Spielen ohne Gegentreffer: Deutschland mit 6 Spielen (2007)
- Die meisten WM-Spielminuten in Folge ohne Gegentor: Deutschland mit 678 Minuten von 16. Oktober 2003 bis 26. Juni 2011
- Die längste Unentschiedenserie: Schweden mit drei Spielen 2015
- Die längste Niederlagenserie: Neuseeland mit 8 Spielen (1991–2011), zuvor Dänemark mit 7 Niederlagen (1995–2007)
- Die längste Serie ohne einen Sieg: Neuseeland mit 15 Spielen (1991–2019)
- Die längste Serie ohne eigenes Tor: Ghana (1999–2003), Japan (1991–2005), Nigeria (1991–1995 sowie 2007–2011) und Nordkorea (2007–2011) mit je 4 Spielen.
- Die längste Negativserie mit mindestens einem Gegentor: Australien 18 Spiele vom ersten WM-Spiel 1995 bis zum ersten Gruppenspiel 2015. Die Serie endete erst im zweiten Gruppenspiel 2015 mit einem 2:0 gegen Nigeria.[18]
- Die längste Vorrundenaus-Serie: Neuseeland – 1991, 2007, 2011, 2015 und 2019 (dazwischen dreimal nicht qualifiziert)

## Spiele
- Die meisten Spiele: USA (54)
- Die meisten Siege: USA (41)
- Die meisten Remis-Spiele: USA (9), China (7), Australien, Deutschland, Kanada und Schweden (je 6); inkl. Spiele, die durch Elfmeterschießen entschieden wurden)
- Die meisten Niederlagen: Nigeria (19 in 29 Spielen) – Stand: 1. August 2023
- Die meisten Spiele ohne Gegentor: USA (30), Deutschland (23) – Stand: 6. August 2023
- Die meisten Spiele, um Weltmeister zu werden, benötigte Deutschland 2007: 8 Qualifikations- und sechs Endrundenspiele.
- Die wenigsten Spiele (6) benötigten die USA 1999, da sie als Veranstalter automatisch qualifiziert waren.
- Die häufigsten Endrundenpaarungen:
  - USA 7 × gegen Schweden (4 Siege, 1 Niederlage, 2 × Remis – davon eins im Elfmeterschießen entschieden, Niederlage für die USA)
  - Deutschland 5 × gegen Schweden (2 Siege, 3 Niederlagen)
  - USA je 4 × gegen Brasilien (2 Siege, 1 Niederlage, 1 Remis mit Sieg im Elfmeterschießen), Nigeria (4 Siege), Norwegen (3 Siege, 1 Niederlage) und Nordkorea (3 Siege, 1 Remis); Deutschland je 4 × gegen Japan (3 Siege, 1 Niederlage) und USA (1 Sieg, 3 Niederlagen); Australien je 4 × gegen Brasilien (2 Siege, 2 Niederlagen)
- Die häufigsten Finalpaarungen (2 ×) Japan gegen die USA (2011 und 2015 – erste Wiederholung einer Finalpaarung)
- Die häufigsten Halbfinalpaarungen (3 ×) Deutschland gegen die USA (1991, 2003 und 2015), 2 Siege für die USA, 1 Sieg für Deutschland.
- Die häufigste Viertelfinalpaarung (2 ×) war China gegen Schweden (1991 und 1995)
- Die häufigsten Vorrundenpaarungen:
  - 6 × USA gegen Schweden (1991, 2003, 2007, 2011, 2015 und 2019)
  - 4 × USA gegen Nordkorea (1999, 2003, 2007, 2011) und Nigeria (1999, 2003, 2007 und 2015); China gegen Dänemark (1991, 1995, 2007 und 2023)
  - 3 × China gegen Australien und Neuseeland; Deutschland und England gegen Japan; Kanada gegen Nigeria und Norwegen; Nordkorea gegen Schweden und Nigeria; Schweden gegen Nigeria (2003, 2007 und 2015)

## Torreiche Spiele

### Rangliste der höchsten Siege
| Platz              | Sieger      | Verlierer         | Ergebnis   | Jahr | Runde         |
| ------------------ | ----------- | ----------------- | ---------- | ---- | ------------- |
| 1                  | USA         | Thailand          | 13:0 (3:0) | 2019 | Vorrunde      |
| 2                  | Deutschland | Argentinien       | 11:0 (5:0) | 2007 | Vorrunde      |
| 3                  | Deutschland | Elfenbeinküste    | 10:0 (5:0) | 2015 | Vorrunde      |
| 4                  | Schweiz     | Ecuador           | 10:1 (2:0) | 2015 | Vorrunde      |
| 5                  | Norwegen    | Nigeria           | 08:0 (2:0) | 1995 | Vorrunde      |
|                    | Schweden    | Japan             | 08:0 (6:0) | 1991 | Vorrunde      |
| 7                  | USA         | Chinesisch Taipeh | 07:0 (4:0) | 1991 | Viertelfinale |
|                    | Norwegen    | Kanada            | 07:0 (3:0) | 1995 | Vorrunde      |
|                    | China       | Ghana             | 07:0 (3:0) | 1999 | Vorrunde      |
|                    | Niederlande | Vietnam           | 07:0 (5:0) | 2023 | Vorrunde      |
| 10                 | Brasilien   | Mexiko            | 07:1 (5:1) | 1999 | Vorrunde      |
|                    | USA         | Nigeria           | 07:1 (6:1) | 1999 | Vorrunde      |
|                    | Norwegen    | Kanada            | 07:1 (2:1) | 1999 | Vorrunde      |
|                    | Deutschland | Russland          | 07:1 (1:0) | 2003 | Viertelfinale |
|                    | Norwegen    | Südkorea          | 07:1 (4:0) | 2003 | Vorrunde      |
| Anmerkungen: 1. 2. |             |                   |            |      |               |

### Liste der jeweils höchsten Siege bei allen WM-Turnieren
Die folgende Tabelle enthält jeweils den höchsten Sieg bei den bisherigen WM-Turnieren. Bei mehreren gleich hohen Ergebnissen ist der erste Sieg dieser Höhe gelistet. Bei einzelnen WM-Turnieren gab es teilweise höhere Siege als die höchsten bei anderen Turnieren.
| Jahr                            | Spiel                              | Ergebnis | Runde         |
| ------------------------------- | ---------------------------------- | -------- | ------------- |
| 1991, China                     | Schweden – Japan                   | 08:0     | Vorrunde      |
| 1995, Schweden                  | Norwegen – Nigeria                 | 08:0     | Vorrunde      |
| 1999, USA                       | China – Ghana                      | 07:0     | Vorrunde      |
| 2003, USA                       | Deutschland – Russland             | 07:1     | Viertelfinale |
| 2007, China                     | Deutschland – Argentinien          | 11:0     | Vorrunde      |
| 2011, Deutschland               | Japan – Mexiko Frankreich – Kanada | 04:0     | Vorrunde      |
| 2015, Kanada                    | Deutschland – Elfenbeinküste       | 10:0     | Vorrunde      |
| 2019, Frankreich                | USA – Thailand                     | 13:0     | Vorrunde      |
| 2023, Australien und Neuseeland | Niederlande – Vietnam              | 07:0     | Vorrunde      |

### Liste der höchsten Siege der jeweiligen Runde
| Runde            | Jahr                            | Spiel                   | Ergebnis |
| ---------------- | ------------------------------- | ----------------------- | -------- |
| Vorrunde         | 2019, Frankreich                | USA – Thailand          | 13:0     |
| Achtelfinale 1   | 2023, Australien und Neuseeland | Spanien – Schweiz       | 05:1     |
| Viertelfinale    | 1991, China                     | USA – Chinesisch Taipeh | 07:0     |
| Halbfinale       | 1999, USA                       | China – Norwegen        | 05:0     |
| Spiel um Platz 3 | 1991, China                     | Schweden – Deutschland  | 04:0     |
| Finale           | 2015, Kanada                    | USA – Japan             | 05:2     |

### Rangliste der Länder mit mindestens 20 erzielten Toren bei einer WM
1.  USA – 2019 (26 Tore in 7 Spielen; 3,7 pro Spiel)
2.  Deutschland – 2003 (25 Tore in 6 Spielen; 4,2 pro Spiel)
2.  USA – 1991 (25 Tore in 6 Spielen; 4,2 pro Spiel)
4.  Norwegen – 1995 (23 Tore in 6 Spielen; 3,8 pro Spiel)
5.  Deutschland – 2007 (21 Tore in 6 Spielen; 3,5 pro Spiel)
6.  Deutschland – 2015 (20 Tore in 7 Spielen; 2,9 pro Spiel)

## K.-o.-Spiele
- Die meisten K.-o.-Spiele bestritten: (Stand 6. August 2023)

1. USA 27 (bis zum Achtelfinale 2023 maximal mögliche Anzahl), davon 20 gewonnen, 4 × Remis (2 × im Elfmeterschießen gewonnen, 2 × verloren)
2. Deutschland 20, davon 11 gewonnen, 1 × Remis (im Elfmeterschießen gewonnen)
3. Schweden 17, davon 9 gewonnen, 2 × Remis (je 1 × im Elfmeterschießen gewonnen und verloren)
0 Norwegen 17, davon 7 gewonnen, 2 × Remis (je 1 × im Elfmeterschießen gewonnen und verloren)
- Die meisten Spiele mit Verlängerung:

Deutschland musste als erste Mannschaft fünfmal in die Verlängerung und gewann drei dieser Spiele – davon eins im Elfmeterschießen. Brasilien (2 Siege, davon 1 im Elfmeterschießen, 2 Niederlagen, davon 1 im Elfmeterschießen), Schweden (3 Niederlagen, davon 1 × im Elfmeterschießen und ein Sieg im Elfmeterschießen) und die USA (je 2 Siege und Niederlagen im Elfmeterschießen) mussten viermal verlängern. Frankreich und Norwegen mussten je dreimal verlängern (beide 2 Siege, davon 1 im Elfmeterschießen, 1 Niederlage im Elfmeterschießen). Weitere drei Länder mussten je zweimal in die Verlängerung: China (2 × Elfmeterschießen, 1 Sieg), England (1 Sieg, 1 Niederlage im Elfmeterschießen), Japan (2 Siege, davon 1 × im Elfmeterschießen)
- Die meisten Niederlagen in K.-o.-Spielen:

1. Norwegen (9, davon 1 durch Elfmeterschießen)
2. Deutschland (8, davon 2 in der Verlängerung)
2. China (8, davon 1 durch Elfmeterschießen)
4. Schweden (7, davon 1 durch Elfmeterschießen)
5. Brasilien (6, davon 1 durch Elfmeterschießen)
- Bei allen WM-Turnieren stand immer mindestens eine europäische und eine nordamerikanische Mannschaft im Halbfinale, aber lediglich je 4 × asiatische und 2 × südamerikanische.
- 1999 standen Vertreter von fünf Konföderationen im Viertelfinale (4 × Europa, je 1 × Afrika, Asien, Nord- und Südamerika), 1991, 1995 und 2015 lediglich aus drei (Europa, Nordamerika und Asien) und 2019 aus zwei (7 × Europa und 1 × Nordamerika). Bei allen WM-Turnieren kamen mindestens drei Viertelfinalisten aus Europa, 1991 und 1995 waren es fünf, 2019 sieben.
- Deutschland und die USA, die als einzige Mannschaften immer das Viertelfinale erreichten, spielten dort immer (8 ×) gegen andere Mannschaften, aber auch einmal gegeneinander.

### Elfmeterschießen
- Die meisten Elfmeterschießen: USA (4 ×, je 2 × gewonnen und verloren), Brasilien, China, Frankreich, Norwegen und Schweden (je 2 ×, davon je 1 × gewonnen)
- Die meisten Tore in Elfmeterschießen fielen bei der WM 2011. Dort waren die Elfmeterschützinnen in 3 Elfmeterschießen 19-mal erfolgreich.
- Die meisten Elfmeterschießen bei einer WM: 2011 (3 Elfmeterschießen).
- Die wenigsten Tore im Elfmeterschießen gab es bei der WM 1995. Dort waren die Schützinnen im ersten Elfmeterschießen der Frauen-WM-Geschichte siebenmal erfolgreich, es gab aber weder 1991 noch 2003 und 2007 Elfmeterschießen.
- 2 Finale wurden durch Elfmeterschießen entschieden: bei der WM 1999 siegte die USA, nachdem es weder in der regulären Spielzeit noch in der Verlängerung ein Tor gab, mit 5:4 im Elfmeterschießen. 2011 verloren die USA im Finale gegen Japan, nachdem es 2:2 n. V. stand erstmals ein Elfmeterschießen bei einer WM.
- Die höchste Quote von Elfmeterschießen gibt es im Finale. Seit 1991 wurden 25 % der Endspiele im Elfmeterschießen entschieden. Es folgen das Viertelfinale (13,9 %), das Spiel um Platz 3 und das Achtelfinal mit je 12,5 %. Im Halbfinale gab es dagegen noch nie ein Elfmeterschießen. Insgesamt wurden bisher 11,7 % der 94 K.-o.-Spiele durch dieses entschieden. (Stand 16. August 2023)
- Die meisten gehaltenen Elfmeter im Elfmeterschießen: Gao Hong/China (1995), Ayumi Kaihori/Japan (2011), Hope Solo/USA (2011), Mackenzie Arnold/Australien (2023) und Solène Durand/Frankreich (2023) je 2 Elfmeter. Zudem lenkte Arnold einen Elfmeter an den Pfosten und hielt einen Elfmeter, der aber nach VAR-Entscheid wiederholt wurde, da sie die Torlinie zu früh verlassen hatte.[28]
- Die wenigsten Elfmeter wurden im Finale 2011 verwandelt: nur 4 von 8.[29]
- Längstes Elfmeterschießen: In der Viertelfinalpartie zwischen Australien und Frankreich bei der WM 2023 fiel die Entscheidung erst mit dem 20. Elfmeter, wovon 13 verwandelt wurden.[30]

## Zuschauer
- Das Spiel mit den wenigsten Zuschauern: Nigeria – Kanada mit 250 Zuschauern bei der WM 1995[31]
- Das Spiel mit den meisten Zuschauern: Das Finale der WM 1999 USA-China mit 90.185 Zuschauern
- Das Eröffnungsspiel mit den meisten Zuschauern: USA – Dänemark 3:0 mit 78.972 Zuschauern
- Das Spiel mit den meisten Zuschauern in Europa: Eröffnungsspiel Deutschland – Kanada bei der WM 2011 mit 73.680 Zuschauern.
- Die meisten Zuschauer gab es bei der WM 2015 in Kanada: 1.353.506 Zuschauer wurden von der FIFA für die 52 Spiele gezählt, die in der Gruppenphase als Doppelveranstaltungen stattfanden (26.029 pro Spiel). Den höchsten Schnitt gab es 1999 in den USA als 1.194.221 Zuschauer die 32 Spiele sahen, das ist ein Schnitt von 37.319 pro Spiel.[32]

## Gastgeber
- Die Gastgeber wurden
  - Weltmeister: 1 × (USA/1999)
  - Dritter: 1 × (USA/2003)
  - Vierter: 1 × (Australien/2023)
  - kamen bis ins Viertelfinale: 6 × (China/1991 und 2007, Schweden/1995, Deutschland 2011, Kanada/2015, Frankreich/2019)
  - schieden nach der Vorrunde aus: 1 × (Neuseeland/2023)
- Der Gastgeber schied am häufigsten aus oder verlor entscheidend gegen den späteren
  - Weltmeister: 3 × (USA 2003 im Halbfinale, Deutschland 2011 im Viertelfinale, Frankreich 2019 im Viertelfinale)
  - Zweiten: 1 × (Australien 2023 im Halbfinale)
  - Dritten: 2 × (China 1991 vs. Schweden im Viertelfinale, Kanada 2015 vs. England im Viertelfinale)
  - Vierten: 2 × (Schweden 1995 vs. China, China 2007 vs. Norwegen jeweils im Viertelfinale)
- Bisher waren erst zwei Länder Gastgeber, die zuvor schon einmal Weltmeister waren: USA/2003 und Deutschland/2011, beide als Titelverteidiger.
- Zwei Länder waren 2 × Gastgeber: China 1991/2007, USA 1999/2003
- Nigeria und Norwegen (5 ×), Brasilien (4 ×), Dänemark, Deutschland und Kanada (je 3 ×) spielten am häufigsten gegen den Gastgeber bzw. Co-Gastgeber.
- Brasilien gewann am häufigsten (2 ×) gegen den Gastgeber (1995, 2007).
- Nigeria verlor als einziges Land viermal gegen die Gastgeber, erst 2023 gelang mit 3:2 ein Sieg gegen einen Co-Gastgeber (Australien).
- Die USA, die die meisten WM-Spiele bestritten, spielten erstmals im Viertelfinale 2019 gegen den Gastgeber.
- Der Gastgeber stellte nie die Torschützenkönigin.
- Höchster Sieg eines Gastgebers: USA – Nigeria 7:1, Vorrunde 1999
- Höchste Niederlage eines Gastgebers: China – Brasilien 0:4, Vorrunde 2007
- Einziger ungeschlagener Gastgeber: USA 1999
- Einziger Gastgeber, der in der Vorrunde mehr Tore kassierte als er schoss: China 2007 (5:6 Tore)
- Wenigste Tore als Gastgeber in der Vorrunde: Neuseeland 2023 (1:1 Tore)
- Neuseeland konnte als Co-Gastgeber der WM 2023 im Eröffnungsspiel nach zuvor 15 sieglosen Spielen erstmals ein WM-Spiel gewinnen (1:0 gegen Norwegen)

## Neulinge
Die WM-Neulinge (ab 1995) scheiterten
- 2 × in der Vorrunde bei 12 Mannschaften: Australien (1995), Kanada (1995),
- 8 × in der Vorrunde bei 16 Mannschaften: Ghana (1999), Mexiko (1999), Nordkorea (1999), Argentinien (2003), Frankreich (2003), Südkorea (2003), Kolumbien (2011), Äquatorialguinea (2011)
- 9 × in der Vorrunde bei 24 Mannschaften: Costa Rica, Ecuador, Elfenbeinküste, Spanien und Thailand (alle 2015 bei der ersten Endrunde mit 24 Teilnehmern), Chile, Jamaika, Schottland und Südafrika (alle 2019)
- 7 × in der Vorrunde bei 32 Mannschaften: Haiti, Irland, Panama, Philippinen, Portugal, Sambia, Vietnam (alle 2023)
- 3 × im Achtelfinale: Kamerun, die Niederlande und die Schweiz (alle 2015, im ersten Achtelfinale einer WM der Frauen) und Marokko (2023)
- 2 × im Viertelfinale: England (1995), Russland (1999)

- England war bis 2015 der einzige Neuling, der das erste Spiel gewinnen konnte – allerdings gegen einen anderen Neuling (3:2 gegen Kanada, 1995). Dann gelang dies den Niederländerinnen (1:0 gegen Neuseeland) als erster Neuling gegen eine Mannschaft mit WM-Erfahrung, die aber noch kein WM-Spiel gewinnen konnte.
- Nordkorea ist der erste Neuling, der ein WM-Spiel gegen eine Mannschaft gewinnen konnte, die zuvor schon ein WM-Spiel gewonnen hatte (1999 gegen Dänemark)
- Höchste Niederlagen von Neulingen in ihrem ersten WM-Spiel:
  - Elfenbeinküste – Deutschland 0:10 (2015)
  - Argentinien – Japan 0:6 (2003), Ecuador – Kamerun 0:6 (2015) und Mexiko – Brasilien 1:7 (1999)
- Höchster Sieg eines Neulings im ersten WM-Spiel: Kamerun – Ecuador 6:0 (2015)

## Weltmeister
Der amtierende Weltmeister
- konnte den Titel verteidigen: 2 × (Deutschland 2007, USA 2019)
- wurde Zweiter: 1 × (Japan 2015)
- wurde Dritter: 2 × (USA 1995 und 2003)
- wurde Vierter: 1 × (Norwegen 1999)
- schied im Viertelfinale aus: 1 × (Deutschland 2011)
- schied im Achtelfinale aus: 1 × (USA 2023)
- wurde zweimal Europameister (Deutschland 2005 und 2009)
- gewann sechsmal den CONCACAF Women’s Gold Cup bzw. die CONCACAF W Championship (USA 1993, 1994, 2000, 2002, 2018 und 2022)
- gewann einmal die Asienmeisterschaft (Japan 2014)

Weltmeister wurde eine Mannschaft
- als Gastgeber und ehemaliger Weltmeister: 1 × (USA/1999)
- als Gastgeber: 1 × (USA/1999)
- im Land eines ehemaligen Weltmeisters: 2 × (Deutschland 2003 in den USA, Japan 2011 in Deutschland)
- im Land eines späteren Weltmeisters: noch nicht
- als ehemaliger oder amtierender Weltmeister: 4 × (USA/1999, Deutschland/2007, USA 2015, USA 2019)
- 4 × wurde eine Mannschaft Weltmeister, die nicht Gastgeber und nicht schon einmal vorher Weltmeister war (USA/1991, Norwegen/1995, Deutschland/2003, Japan 2011)
- als Europameister: 2 × (Deutschland 2003 und 2007)
- als CONCACAF-Women’s-Gold-Cup-Sieger: 3 × (USA 1991, 2015, 2019)
- als Südamerikameister: noch nie
- als Asienmeister: noch nie
- auf dem Gebiet einer anderen Konföderation: Deutschland 2 × (2003 in Mittel- und Nordamerika, 2007 in Asien), USA 2 × (1991 in Asien, 2019 in Europa), Japan 1 × (2011 in Europa)

Höchste Niederlage eines Titelverteidigers: Norwegen gegen China 0:5 im Halbfinale 1999
Deutschland spielte am häufigsten (5 ×) gegen den späteren Weltmeister: 1991/Halbfinale, 1995/Finale, 1999/Viertelfinale, 2011/Viertelfinale, 2015/Halbfinale und schied nur 2019 nicht gegen den späteren Weltmeister aus.
Deutschland wurde 2003 als erstes Land Weltmeister, das gegen Mannschaften von vier Konföderationen spielte: 2 × Nordamerika, 2 × Europa, 1 × Asien, 1 × Südamerika. Bei den anderen Weltmeisterschaften – außer 2015 – wurde der Titel durch Spiele gegen Mannschaften aus drei Konföderationen gewonnen.
Norwegen ist der erste ehemalige Weltmeister, der bei einer WM (2011) in der Vorrunde ausschied.
Japan ist der erste Weltmeister, der vor dem WM-Titel nie das Viertelfinale überstand und den Titel im Finale wieder verlor.
Bis 2019 wurde nur eine Mannschaft Weltmeister, die an allen acht WM-Turnieren teilnahm.
Als einziges Land stellte Deutschland sowohl bereits den Weltmeister der Frauen als auch den der Männer. Es konnte jedoch noch nie beide Titel gleichzeitig halten; nur von 2003 bis 2006 war es gleichzeitig Weltmeister der Frauen und Vizeweltmeister der Männer. Wenn die deutschen Frauen Weltmeister waren, wurden die Männer bei der folgenden WM immer Dritter; wenn die Männer Weltmeister waren, wurden die Frauen bei der folgenden WM immer Vierter.

### Spiele der Weltmeister gegeneinander
2003 trafen mit Norwegen und den USA im Viertelfinale (0:1) erstmals zwei ehemalige Weltmeister bei einer WM aufeinander.
Die meisten Spiele (3) zwischen ehemaligen bzw. amtierenden Weltmeistern bei einer WM gab es 2015 als erstmals neben dem amtierenden die drei vorherigen Weltmeister teilnahmen, die wenigsten (0) 1999 (1 ehemaliger und der amtierende nahmen teil), 2011 (2 ehemalige und der amtierende nahmen teil) und 2019 (3 ehemalige und der amtierende nahmen teil).
In der folgenden Tabelle sind auch Spiele berücksichtigt, bei denen ein Partner noch nicht Weltmeister war.
Darstellung jeweils als Siege-Unentschieden-Niederlagen. Die USA spielten bisher am häufigsten gegen die anderen Weltmeister (10 ×) und erzielten die meisten Tore gegen die anderen Weltmeister. Japan musste die meisten Gegentore hinnehmen. Norwegen gegen die USA und Deutschland gegen Japan sind mit je 4 Spielen mit die häufigsten Begegnungen bei WM-Turnieren. Norwegen ist Deutschlands häufigster Länderspielgegner (38 Spiele). Das Team USA ist die einzige Mannschaft, die eine positive Bilanz gegen Deutschland hat: 21 Siege, 7 Remis, 5 Niederlagen.
2015 trafen mit Deutschland und Norwegen erstmals zwei Ex-Weltmeister in der Vorrunde aufeinander, zudem noch mit Deutschland und den USA zwei Ex-Weltmeister im Halbfinale. Im Finale 2015 trafen erstmals der Titelverteidiger und ein ehemaliger Weltmeister aufeinander.
2023 erreichte keiner der vorherigen Weltmeister das Halbfinale. Der neue Weltmeister konnte zuvor kein Spiel gegen einen der anderen Weltmeister gewinnen.
| Stand: 20. August 2023 | Deutschland      | Japan            | Norwegen        | Spanien         | USA              | Summe              |
| ---------------------- | ---------------- | ---------------- | --------------- | --------------- | ---------------- | ------------------ |
| Deutschland            |                  | 3 – 0 – 1 6 : 1  | 1 – 1 – 1 4 : 3 | 1 - 0 - 0 1:0   | 1 – 0 – 3 7 : 10 | 6 – 1 – 5 18 : 14  |
| Japan                  | 1 – 0 – 3 1 : 6  |                  | 1 – 0 – 1 3 : 5 | 1 - 0 - 0 4 : 0 | 0 – 1 – 3 4 : 14 | 3 – 1 – 7 12 : 25  |
| Norwegen               | 1 – 1 – 1 3 : 4  | 1 – 0 – 1 5 : 3  |                 |                 | 1 – 0 – 3 3 : 7  | 3 – 1 – 5 11 : 14  |
| Spanien                | 0 – 0 – 1 0 : 1  | 0 – 0 – 1 0 : 4  |                 |                 | 0 – 0 – 1 1 : 2  | 0 – 0 – 3 1 : 7    |
| USA                    | 3 – 0 – 1 10 : 7 | 3 – 1 – 0 14 : 4 | 3 – 0 – 1 7 : 3 | 1 - 0 - 0 2:1   |                  | 10 – 1 – 2 33 : 15 |

Begegnung bei der WM 2023

## Spiele der Titelverteidiger gegen den Nachfolger
Viermal kam es bei Weltmeisterschaften zu Spielen zwischen dem Titelverteidiger und seinem unmittelbaren Nachfolger:
- 1995: Norwegen – USA 1:0 im Halbfinale
- 2003: Deutschland – USA 3:0 im Halbfinale
- 2011: Japan – Deutschland 1:0 n. V. im Viertelfinale
- 2015: USA – Japan 5:2 im Finale

## Kontinentalmeister bei Weltmeisterschaften
Bis auf den Europameister waren die anderen Kontinentalmeister bis einschließlich der WM 2019 immer automatisch qualifiziert, da die Kontinentalmeisterschaft als Qualifikation gilt. Da Neuseeland Co-Ausrichter der WM 2023 ist und nicht an der Ozeanienmeisterschaft teilnahm, ist erstmals der Ozeanienmeister nicht direkt qualifiziert, hätte sich aber über das interkontinentale Play-off-Turnier noch qualifizieren können, was misslang. Nur 1991 und 1995 war die Europameisterschaft auch gleichzeitig die WM-Qualifikation. Seit 1999 gibt es eine gesonderte WM-Qualifikation in Europa. Bisher konnten sich aber auch alle Europameister für die WM qualifizieren.
Der amtierende Europameister (bis 2015 vor Weltmeisterschaften immer Deutschland, 2019 die Niederlande, 2023 England)
- wurde Weltmeister: 2 × (Deutschland/2003 und 2007)
- wurde Vizeweltmeister: 3 × (Deutschland/1995, Niederlande/2019, England/2023)
- wurde Vierter: 2 × (Deutschland/1991 und 2015)
- schied im Viertelfinale aus: 2 × (Deutschland/1999 und 2011)
- 1 × (Norwegen/1993) wurde der Europameister vor einer WM durch einen neuen Meister abgelöst.

Der amtierende Südamerikameister (ausgetragen seit 1991, derzeit Brasilien)
- wurde Dritter: 1 × (Brasilien/1999)
- schied im Viertelfinale aus: 2 × (Brasilien/2003, 2011)
- schied im Achtelfinale aus: 2 × (Brasilien/2015, 2019)
- schied in der Vorrunde aus: 4 × (Brasilien/1991, 1995 und 2023; Argentinien/2007)

Der amtierende Afrikameister (bisher vor Weltmeisterschaften immer Nigeria, vor der WM 2023 Südafrika)
- schied im Viertelfinale aus: 1 × (Nigeria/1999)
- schied im Achtelfinale aus: 2 × (Nigeria/2019 und Südafrika/2023)
- schied in der Vorrunde aus: 6 × (Nigeria/1991, 1995, 2003, 2007, 2011 und 2015)
- 2 × (Äquatorialguinea/2008 und 2012) wurde der Afrikameister vor einer WM durch einen neuen Meister abgelöst, 2 × (Nigeria/2002 und 2006) konnte er vor der WM seinen Titel verteidigen und als Meister an der WM teilnehmen.

Der amtierende Asienmeister (ausgetragen seit 1975, zuletzt Japan, nun China)
- wurde Vizeweltmeister: 2 × (China/1999, Japan/2015)
- wurde Vierter: 1 × (China/1995)
- schied im Viertelfinale aus: 3 × (China/1991 und 2007, Australien/2011)
- schied im Achtelfinale aus: 1 × (Japan/2019)
- schied in der Vorrunde aus: 2 × (Nordkorea/2003 und China/2023)
- 2 × (China/1999 und Nordkorea/2008) wurde der Asienmeister vor einer WM durch einen neuen Meister abgelöst, 2 × (China/1997 und Nordkorea/2003) konnte er vor der WM seinen Titel verteidigen und als Meister an der WM teilnehmen.

Der amtierende Nord- und Mittelamerikameister (ausgetragen seit 1991, derzeit die USA)
- wurde Weltmeister: 3 × (USA/1991, 2015 und 2019)
- wurde Dritter: 3 × (USA/1995, 2003 und 2007)
- schied im Achtelfinale aus: 1 × (USA/2023)
- schied in der Vorrunde aus: 2 × (Kanada/1999[34] und 2011)
- 2 × (USA/1995 und 2002) konnte der Nord- und Mittelamerikameister vor der WM seinen Titel verteidigen und als Meister an der WM teilnehmen.

Der amtierende Ozeanienmeister (ausgetragen seit 1983, zuletzt Neuseeland, nun Papua-Neuguinea)
- konnte sich nicht qualifizieren: 1 × (Papua-Neuguinea/2023)
- schied immer in der Vorrunde aus: 8 × (Neuseeland/1991, 2007, 2011, 2015 und 2019; Australien 1995, 1999, 2003)
- konnte noch kein WM-Spiel gewinnen (Neuseeland/1991, 2007, 2011, 2015 und 2019; Australien 1995, 1999, 2003[35])

## Weltranglisten-Erster bei Weltmeisterschaften
Die Führenden der seit 2003 geführten FIFA-Weltrangliste der Frauen schnitten bei den WM-Turnieren so ab:
- 2003: USA – Dritter, dadurch auf Platz 2 gefallen. Neuer Weltranglistenerster: Weltmeister Deutschland (zuvor Dritter)[36][37]
- 2007: USA – Dritter, dadurch auf Platz 2 gefallen. Neuer Weltranglistenerster: Weltmeister Deutschland (zuvor Zweiter)[38][39]
- 2011: USA – Vizeweltmeister, Platz gehalten[40][41]
- 2015: Deutschland – Vierter, dadurch auf Platz 2 gefallen. Neuer Weltranglistenerster: Weltmeister USA (zuvor Zweiter)[42][43]
- 2019: USA – Weltmeister (danach neuer Rekordabstand zur zweitplatzierten Mannschaft[44])
- 2023: USA – Achtelfinale, dadurch auf Platz 3 – bisher schlechteste Platzierung – gefallen. Neuer Weltranglistenerster: WM-Dritter Schweden (erstmals auf Platz 1, zuvor Dritter[45])

## Olympiasieger bei Weltmeisterschaften
Der amtierende Olympiasieger (ausgetragen seit 1996, derzeit USA)
- wurde Weltmeister: 2 × (USA/1999 und 2015)
- wurde Zweiter: 1 × (USA/2011)
- wurde Dritter: 1 × (USA/2007)
- schied im Viertelfinale aus: 2 × (Norwegen/2003, Deutschland/2019)
- schied in der Vorrunde aus: 1 × (Kanada/2023)

## Weltmeister bei den Olympischen Spielen
Der amtierende Weltmeister
- wurde Olympiasieger: noch nie
- gewann Silber: 2 × (USA/2000 und Japan/2012)
- gewann Bronze: 4 × (Norwegen/1996, Deutschland/2004 und 2008, USA/2021)
- wurde Vierter: 1 × (Spanien/2024)
- schied im Viertelfinale aus: 1 × (USA/2016)

## Weltmeister bei Kontinentalmeisterschaften
- Der amtierende Weltmeister
  - gewann die Europameisterschaft: 2005 und 2009 (Deutschland)
  - schied in der Vorrunde aus: 1997 (Norwegen)
  - war bei fünf EM-Austragungen (1993, 1995, 2001, 2017 und 2022) aus Nordamerika sowie einer (2013) aus Asien und nahm somit nicht teil
- Bei der Nord- und Mittelamerikameisterschaft:
  - gewann die Meisterschaft 1993, 1994, 2000, 2002, 2018 und 2022 (USA)
  - war bei drei Austragungen (1998, 2006, 2010) aus Europa sowie einer (2014) aus Asien und nahm somit nicht teil.
- Bei der Asienmeisterschaft:
  - gewann die Meisterschaft 2014 (Japan, 1. Gewinn der Asienmeisterschaft)
  - war bei fünf AM-Austragungen (1995, 1997, 2006, 2008, 2010) aus Europa sowie sechs (1993, 1999, 2001, 2003, 2018, 2022) aus Nordamerika und nahm somit nicht teil.

Der amtierende Weltmeister kam noch nie aus Afrika, Ozeanien oder Südamerika.

## Finale

### Rangliste der Endspielteilnahmen in Folge
1. USA (2011, 2015, 2019) (3, davon 1 im Elfmeterschießen verloren, 2 gewonnen)
2. Deutschland (2003, 2007) (2, davon 2 gewonnen)
3. Norwegen (1991, 1995) (2, davon 1 gewonnen)
4. Japan (2011, 2015) (2, davon 1 im Elfmeterschießen gewonnen, 1 verloren)

### Rangliste der Vizeweltmeister
Kein Land wurde mehr als einmal Vizeweltmeister.

### Platzierungen insgesamt
- 8: USA (4 × Weltmeister, 1 × Vizeweltmeister, 3 × Dritter)
- 5: Deutschland (2 × Weltmeister, 1 × Vizeweltmeister, 2 × Vierter)
- 4: Norwegen (1 × Weltmeister, 1 × Vizeweltmeister, 2 × Vierter)

### Finalteilnahmen

#### Mannschaften
- 5: USA
- 3: Deutschland
- 2: Japan, Norwegen
- 1: Brasilien, China, England, Niederlande, Schweden, Spanien

#### Spielerinnen
Sechs Spielerinnen kamen in drei Endspielen zum Einsatz, wobei keine Spielerin in allen drei Spielen die volle Spielzeit auf dem Platz stand. Nur Birgit Prinz und Megan Rapinoe standen in ihren drei Finalspielen immer in der Startelf. Alle konnten zweimal den Titel gewinnen (kursiv = Jahr ohne Titel).
- 1. Alexandra Krieger (USA): 255 Minuten (2011, 2015, 2019)
- 2. Megan Rapinoe (USA): 254 Minuten (2011, 2015, 2019)
- 3. Birgit Prinz (Deutschland): 252 Minuten (1995, 2003, 2007)
- 4. Alex Morgan (USA): 251 Minuten (2011, 2015, 2019)
- 5. Carli Lloyd (USA): 213 Minuten (2011, 2015, 2019)
- 6. Tobin Heath (USA): 172 Minuten (2011, 2015, 2019)

(inkl. 2019)

### Siegquote im Finale
1. Spanien (1,0)
2. USA (0,80)
3. Deutschland (0,67)
4. Japan und Norwegen (0,5)
5. Brasilien, China, England, Niederlande, Schweden (je 0,0)

(inkl. 2023)

### Finalentscheidungen
- In der normalen Spielzeit: 5 × (1991, 1995, 2007, 2015, 2019, 2023)
- Durch Elfmeterschießen: 2 × (1999 und 2011)
- In der Verlängerung durch Golden Goal: 1 × (2003)

### Verwarnungen im Finale
Rangliste der Verwarnungen:
3: Norwegen (1991/0, 1995/3), Deutschland (1995/1, 2003/0, 2007/2), Japan (2011/1, 2015/2) und USA: (1991/1, 1999/1, 2011/0, 2015/0, 2019/1)
2: China (1999/2) und Niederlande (2019/2)
1: Brasilien (2007/1), England (2023/1), Spanien (2023/1)
0: Schweden (2003/0)

### Platzverweise im Finale
1: Japan (2011)

### Rangliste der Kontinentalvergleiche im Endspiel
1. Nordamerika gegen Asien 3 ×, 2 Siege für Nordamerika (1999, 2015), 1 Sieg für Asien (2011)
0. Europa gegen Europa 3 × (1995, 2003, 2023)
3. Nordamerika gegen Europa 2 ×, 2 Siege für Nordamerika (1991, 2019)
4. Europa gegen Südamerika 1 ×, 1 Sieg für Europa (2007)

### Gruppenzweite und -dritte im Finale
- Norwegen (1991), Schweden (2003) und Spanien (2023) erreichten als Gruppenzweite der Vorrunde das Finale, nur Spanien konnte davon im Finale gewinnen.
- 2011 standen mit Japan und den USA erstmals zwei Gruppenzweite im Finale und mit Japan wurde erstmals ein Gruppenzweiter Weltmeister.

Kein Gruppendritter – nur 1991 und 1995 sowie 2015 und 2019 möglich – erreichte das Finale.

### Nachbarn im Finale
Noch nie trafen Länder mit einer Landgrenze im Finale aufeinander.
- Folgende Länder grenzen nur an Weltmeister:

Dänemark (Deutschland), Kanada (USA), Portugal (Spanien)

### Besonderheiten im Finale
- Bis einschließlich 2011 waren alle Finalpaarungen einmalig.
- Bis einschließlich 2011 stand in jedem Endspiel ein Finalneuling. Abgesehen von der ersten WM sind Japan (2011) und Spanien (2023) die einzigen Mannschaften, die gleich bei ihrer ersten Finalteilnahme Weltmeister werden konnten.
- Die Endspielpaarung 2015 (USA gegen Japan) bedeutete mehrere Neuerungen:
  - Zum ersten Mal trafen im Finale zwei endspielerfahrene Mannschaften aufeinander. Auch bei den Männern fand das erste WM-Endspiel zwischen zwei Mannschaften mit Finalerfahrung (Brasilien gegen Tschechoslowakei 1962) bei der siebten Auflage des Turniers statt. In beiden Fällen war einer der Kontrahenten der amtierende Weltmeister.
  - Zum ersten Mal standen sich zwei ehemalige Weltmeister – darunter der amtierende – im Endspiel gegenüber.
  - Zudem war es die erste Wiederholung einer Endspielpaarung, da beide Mannschaften schon das vorangegangene Finale 2011 gegeneinander bestritten hatten. Auch bei den Männern war die erste Neuauflage einer Finalpaarung (Deutschland gegen Argentinien 1990) eine Wiederholung von der unmittelbar vorangegangenen WM; in beiden Fällen verlor der amtierende Weltmeister seinen Titel.
- Es gibt keine Spielerin, die in zwei Finalspielen als Torschützin in Erscheinung trat.
- Michelle Akers ist die einzige Spielerin, die in zwei Finals (1991 und 1999) je eine gelbe Karte erhielt.
- Azusa Iwashimizu (Japan) wurde 2011 als erste Spielerin im Finale des Feldes verwiesen.
- Birgit Prinz ist die erste Spielerin, die in drei WM-Finalspielen (1995, 2003 und 2007) stand; dies gelang bei den Männern nur einem Spieler (Cafu). Mit Tobin Heath, Carli Lloyd, Alex Morgan und Megan Rapinoe erreichten 2019 auch vier US-Amerikanerinnen zum dritten Mal das WM-Finale.
- 1999 war das erste Finale (USA – China 5:4), das im Elfmeterschießen entschieden werden musste. Auch das zweite (2011) im Elfmeterschießen entschiedene Finale wurde zwischen den USA und einer asiatischen Mannschaft ausgetragen.
- 2003 ist das bisher einzige Finale, das in der Verlängerung entschieden wurde. Es war das letzte internationale Turnier, in dem die Golden-Goal-Regelung noch galt.
- Birgit Prinz hält den Rekord für die längste Zeitspanne zwischen zwei Finalteilnahmen. Zwischen ihrer ersten (1995) und letzten (2007) Endspielteilnahme lagen 12 Jahre und 117 Tage.
- Die meisten Tore pro Spiel um Weltmeister zu werden benötigten die USA 1991 und Deutschland 2003 (4,17 Tore pro Spiel), die wenigsten schossen Japan 2011 und die USA 2015 (2,00/Spiel).
- Die meisten Tore pro Spiel um das Finale zu erreichen benötigten die USA 1991 und Deutschland 2003 (4,6 Tore pro Spiel), die wenigsten die USA und Japan 2015 (1,5/Spiel).
- Zweimal schoss der unterlegene Finalist auf dem Weg ins Finale mehr Tore pro Spiel als der Weltmeister: China (1999, 3,8 Tore/Spiel vs. USA 3,6 Tore/Spiel) bzw. USA (2011, 2,2 Tore/Spiel vs. Japan 2,0 Tore/Spiel).
- Die meisten Tore in einem WM-Finale (ohne Elfmeterschießen): 7 Tore im Endspiel 2015 zwischen den USA und Japan (5:2).
- Die wenigsten Tore in einem WM-Finale (ohne Elfmeterschießen): kein Tor im Endspiel 1999 zwischen den USA und China, dies ist bisher das einzige Finale in dem kein Finalist ein Tor erzielen konnte.
- Das früheste Tor in einem Finale: für die USA durch Carli Lloyd in der 3. Spielminute des Endspiels 2015; auch die folgenden drei Tore für die USA (5., 14., 16.) fielen früher als der bisherige Rekordtreffer durch Michelle Akers in der 20. Minute des Endspiels 1991.
- 2015 schossen erstmals beide Finalisten auf dem Weg ins Finale gleich viele Tore: 9. Zugleich stellten damit beide Mannschaften den Rekord für die wenigsten Tore ein, die zum Finaleinzug nötig waren (nur Schweden erreichte 2003 ebenfalls mit nur neun Toren das Finale, musste dabei allerdings ein Spiel weniger bestreiten).
- Norwegen wurde 1995 als erste Mannschaft Weltmeister ohne im Finale ein Gegentor zu kassieren (2:0) bzw. Deutschland war der erste Finalist der im Endspiel kein Tor erzielen konnte.
- Der größte relative Unterschied zwischen den beiden Finalisten auf dem Weg ins Finale bestand 2003 zugunsten des Weltmeisters (Deutschland schoss die 2,6-fache Anzahl der Tore Schwedens) bzw. 2011 zu Gunsten des Vizeweltmeisters (die USA schossen die 1,1-fache Anzahl der Tore Japans).
- Deutschland ist der erste Weltmeister, der nach einem Rückstand im Finale (2003) noch gewinnen konnte.
- Japan ist der erste Weltmeister nach zweimaligem Rückstand im Finale (2011).
- Deutschland ist der erste Weltmeister, der ohne Gegentor Weltmeister wurde (2007).
- Deutschland wurde immer auf dem Gebiet einer anderen Konföderation Weltmeister. 2011 wurde mit Japan und 2023 mit Spanien ebenfalls ein Land auf dem Gebiet einer anderen Konföderation Weltmeister.
- Nur das Finale 1995 in Solna wurde in einem Vorort der Hauptstadt des Gastgebers ausgetragen, aber kein Finale in einer Hauptstadt.
- Bis einschließlich 2007 stand immer ein aktueller Kontinentalmeister im Finale, dreimal der Europameister (2 Siege), je einmal der Asien- (kein Sieg) und Nordamerikameister (1 Sieg). 2011 stand erstmals kein Kontinentalmeister im Finale. 2015 und 2019 standen dann jeweils zwei Kontinentalmeister im Finale.

## Spiele um Platz 3

### Platzierungen insgesamt
1. Schweden  (4 × Dritter)
2. USA (3 × Dritter)
3. Brasilien und England (je 1 × Dritter)

### Besonderheiten
- Bisher sind alle Spiele um Platz 3 einmalig
- England ist die erste Mannschaft, die sowohl mindestens einmal Dritter als auch mindestens einmal Vierter wurde. Von allen Mannschaften, die mehr als einmal im Spiel um Platz 3 standen, haben die USA und Schweden es immer gewonnen, Deutschland und Norwegen es immer verloren.
- Die USA sind das erste Land, das zweimal in Folge Dritter wurde. Zudem sind die USA das einzige Land, das nach einem dritten Platz bei der nächsten Weltmeisterschaft Weltmeister wurde.
- Nur einmal wurde ein Gastgeber Dritter (USA 2003).
- Die meisten Tore fielen im Spiel um Platz 3 2007, wo die USA mit 4:1 Norwegen besiegte.
- Es wurde bislang nur ein Spiel (2015) in der Verlängerung entschieden, ein weiteres (1999) im folgenden Elfmeterschießen.
- Erstmals erhielt 2011 mit Josefine Öqvist (Schweden) eine Spielerin im Spiel um Platz 3 eine Rote Karte.
- Die USA sind das einzige Land, das nach einer WM als Gastgeber bei der nächsten Weltmeisterschaft (2007) Dritter wurde.

## Torschützenkönigin
- Fünfmal stellte der Weltmeister auch die Torschützenkönigin: 1991, 1995, 2003, 2011 und 2019.
- Der Vizeweltmeister stellte zweimal die Torschützenkönigin: 1999 und 2007.
- Der WM-Dritte stellte nur einmal die Torschützenkönigin: 1999, allerdings erzielte sie ebenso viele wie eine Spielerin (Sun Wen) des Vizeweltmeisters.
- Der WM-Vierte stellte einmal die Torschützenkönigin: 2015, allerdings erzielte sie ebenso viele wie eine Spielerin (Carli Lloyd) des Weltmeisters.
- 2023 kam die Torschützenkönigin erstmals von einer Mannschaft (Japan), die nicht mindestens das Spiel um Platz 3 erreicht hat.
- Zweimal (2011 und 2023) reichten fünf Tore um Torschützenkönigin zu werden und in beiden Fällen kam die Torschützenkönigin aus Japan (Homare Sawa bzw. Hinata Miyazawa).

## Eröffnungsspiel
- Norwegen nahm als erstes Team dreimal (1991, 2003 und 2023) am Eröffnungsspiel teil.[46] Je zweimal standen China (1991 und 2015), Deutschland (2007 und 2011), Frankreich (2003 und 2019) und Kanada (2011 und 2015) im Eröffnungsspiel.

- Siebenmal bestritt der Gastgeber das Eröffnungsspiel: China/1991, Schweden/1995, USA/1999, Deutschland/2011, Kanada/2015, Frankreich/2019 und Neuseeland/2023
- Nur ein Gastgeber verlor das Eröffnungsspiel: Schweden 1995 mit 0:1 gegen Brasilien.
- Zweimal bestritt der Titelverteidiger das Eröffnungsspiel: Deutschland 2007 und 2011 (im letzteren Fall aber auch als Gastgeber)
- Es gab bisher nur ein Eröffnungsspiel ohne Gastgeber und Weltmeister: 2003 zwischen Olympiasieger Norwegen und Frankreich bei der 2. WM in den Vereinigten Staaten.
- Bisher gab es kein Eröffnungsspiel das remis endete. Bei den Männern endeten dagegen 7 von 21 Eröffnungsspielen ohne Sieger.
- Nur zweimal wurde eine Mannschaft, die im Eröffnungsspiel stand auch Weltmeister: 1999/USA und 2007/Deutschland
- 2015 wurde das Eröffnungsspiel erstmals durch ein Tor in der Nachspielzeit und durch einen Elfmeter entschieden.
- Nur Kerstin Garefrekes (Deutschland 2007 und 2011) und Christine Sinclair (Kanada 2011 und 2015) konnten in zwei Eröffnungsspielen ein Tor erzielen.
- Nur Deutschland konnte zwei Eröffnungsspiele gewinnen, Norwegen verlor zwei von drei Eröffnungsspielen.
- Nicht immer war das Eröffnungsspiel das erste Spiel der WM: 1995 bestritten Deutschland und Japan vier Stunden sowie 2011 Nigeria und Frankreich drei Stunden vor der offiziellen Eröffnung das erste Spiel.

## Rangliste des Ausscheidens in der 1. Runde (Gruppenphase)
1.  Neuseeland 6 × bei 6 Teilnahmen
 2.  Nigeria 6 × bei 9 Teilnahmen (davon 4 × in Serie)
 3.  Kanada 5 × bei 8 Teilnahmen
 4.  Argentinien 4 × bei 4 Teilnahmen
 5.  Japan 4 × bei 9 Teilnahmen
 6.  Ghana und  Mexiko je 3 × bei 3 Teilnahmen
 8.  Nordkorea und  Südkorea je 3 × bei 4 Teilnahmen
 10.  Australien 3 × bei 8 Teilnahmen
 11.  Brasilien 3 × bei 9 Teilnahmen
(Stand: 19. August 2023. Fettgedruckte Länder nahmen 2023 teil)
Folgende Länder, die mehr als einmal teilnahmen scheiterten nie in der Vorrunde: England (6 ×), Kamerun (2 ×), Niederlande (3 ×), Russland (2 ×), die Schweiz (2 ×), USA (9 ×)

## Sprachen der WM-Teilnehmerinnen
Während Spanisch die Sprache der Männer-WM ist, ist es bei den Frauen Englisch. Bisher gab es bei allen Weltmeisterschaften mindestens drei Teilnehmer, bei denen Englisch eine Amtssprache ist. Neben Englisch wurde Deutsch, Hausa, Igbo, Japanisch, Norwegisch, Portugiesisch, Schwedisch und Yoruba bei allen bisherigen WM-Turnieren gesprochen. Chinesisch war nur 2011 nicht dabei. Portugiesisch ist die einzige Sprache, deren Ursprungsland erst an der WM 2023 teilnimmt. 2015 kamen Niederländisch und Thai hinzu. 2019 kamen verschiedene in Südafrika gesprochene Bantusprachen sowie Schottisch hinzu. 2023 kommen durch die Aufstockung des Teilnehmerfeldes auf 32 Mannschaften weitere Sprachen hinzu.
| Sprachen                 | 1991 | 1995 | 1999 | 2003 | 2007 | 2011 | 2015 | 2019 | 2023 | Summe |
| ------------------------ | ---- | ---- | ---- | ---- | ---- | ---- | ---- | ---- | ---- | ----- |
| Ambo                     |      |      |      |      |      | 1    |      |      |      | 01    |
| Arabisch                 |      |      |      |      |      |      |      |      | 01   | 01    |
| Bube                     |      |      |      |      |      | 1    |      |      |      | 01    |
| Chinesisch               | 2    | 1    | 1    | 1    | 1    |      | 1    | 01   | 01   | 09    |
| Dänisch                  | 1    | 1    | 1    |      | 1    |      |      |      | 01   | 05    |
| Deutsch                  | 1    | 1    | 1    | 1    | 1    | 1    | 2    | 01   | 02   | 11    |
| Englisch                 | 3    | 5    | 5    | 5    | 7    | 6    | 7    | 10   | 10   | 58    |
| Fang                     |      |      |      |      |      | 1    |      |      |      | 01    |
| Filipino                 |      |      |      |      |      |      |      |      | 01   | 01    |
| Französisch              |      | 1    | 1    | 2    | 1    | 3    | 5    | 03   | 05   | 21    |
| Haitianisch              |      |      |      |      |      |      |      |      | 01   | 01    |
| Hausa                    | 1    | 1    | 1    | 1    | 1    | 1    | 1    | 01   | 01   | 09    |
| Igbo                     | 1    | 1    | 1    | 1    | 1    | 1    | 1    | 01   | 01   | 09    |
| Irisch                   |      |      |      |      |      |      |      |      | 01   | 01    |
| Italienisch              | 1    |      | 1    |      |      |      | 1    | 01   | 02   | 06    |
| Japanisch                | 1    | 1    | 1    | 1    | 1    | 1    | 1    | 01   | 01   | 09    |
| Koreanisch               |      |      | 1    | 2    | 1    | 1    | 1    | 01   | 01   | 08    |
| Niederländisch/Afrikaans |      |      |      |      |      |      | 1    | 02   | 02   | 05    |
| Nord-Sotho               |      |      |      |      |      |      |      | 01   | 01   | 02    |
| Norwegisch               | 1    | 1    | 1    | 1    | 1    | 1    | 1    | 01   | 01   | 09    |
| Portugiesisch            | 1    | 1    | 1    | 1    | 1    | 2    | 1    | 01   | 02   | 11    |
| Russisch                 |      |      | 1    | 1    |      |      |      |      |      | 02    |
| Schottisch               |      |      |      |      |      |      |      | 01   |      | 01    |
| Schwedisch               | 1    | 1    | 1    | 1    | 1    | 1    | 1    | 01   | 01   | 09    |
| Setswana                 |      |      |      |      |      |      |      | 01   | 01   | 02    |
| Siswati                  |      |      |      |      |      |      |      | 01   | 01   | 02    |
| Spanisch                 |      |      | 1    | 1    | 1    | 3    | 5    | 03   | 05   | 19    |
| Süd-Ndebele              |      |      |      |      |      |      |      | 01   | 01   | 02    |
| Süd-Sotho                |      |      |      |      |      |      |      | 01   | 01   | 02    |
| Tamazight                |      |      |      |      |      |      |      |      | 01   | 01    |
| Thai                     |      |      |      |      |      |      | 1    | 01   |      | 02    |
| Tshivenda                |      |      |      |      |      |      |      | 01   | 01   | 02    |
| Vietnamesisch            |      |      |      |      |      |      |      |      | 01   | 01    |
| Xhosa                    |      |      |      |      |      |      |      | 01   | 01   | 02    |
| Xitsonga                 |      |      |      |      |      |      |      | 01   | 01   | 02    |
| Yoruba                   | 1    | 1    | 1    | 1    | 1    | 1    | 1    | 01   | 01   | 09    |
| Zulu                     |      |      |      |      |      |      |      | 01   | 01   | 02    |
| Summe                    | 15   | 16   | 20   | 20   | 20   | 25   | 31   | 40   | 52   |       |

1. 1 2 3  Äquatorialguinea
2. 1 2  Marokko
3. ↑  Deutschland, Schweiz
4. ↑  Australien, England, Ghana, Jamaika, Kamerun, Kanada, Neuseeland, Nigeria, Philippinen, Sambia, Schottland, Südafrika, USA
5. ↑  Philippinen
6. ↑  Äquatorialguinea, Elfenbeinküste, Frankreich, Haiti, Kamerun, Kanada, Marokko, Schweiz
7. 1 2 3  Nigeria.
8. ↑  Italien, Schweiz
9. ↑  Nordkorea, Südkorea
10. ↑  Niederlande, Südafrika
11. 1 2 3 4 5 6 7 8 9  Südafrika.
12. ↑  Äquatorialguinea, Brasilien, Portugal
13. ↑  Äquatorialguinea, Argentinien, Chile, Costa Rica, Ecuador, Kolumbien, Mexiko, Panama, Spanien
14. ↑  Da es in einigen Ländern mehrere Amtssprachen gibt, ist die Anzahl der Sprachen höher als die Anzahl der Teilnehmer

Bis 2007 gab es außer englischsprachigen Duellen keine Spiele, in denen Spielerinnen beider Mannschaften die gleiche Sprache sprachen. 2011 kamen in der Vorrunde ein portugiesisches und ein französisches Duell hinzu, in der K.-o.-Runde aber keine weiteren. 2015 gab es erstmals zwei spanische Duelle. 2023 gibt es eine Gruppe mit vier englischsprachigen Mannschaften (Australien, Irland, Nigeria und Kanada).
| Duelle in gleicher Sprache | 1991 | 1995 | 1999 | 2003 | 2007 | 2011 | 2015 | 2019 | 2023 | Summe |
| -------------------------- | ---- | ---- | ---- | ---- | ---- | ---- | ---- | ---- | ---- | ----- |
| Englisch                   | 0    | 2    | 2    | 3    | 5    | 2    | 5    | 7    | 9    | 35    |
| Französisch                | 0    | 0    | 0    | 0    | 0    | 1    | 2    | 1    | 1    | 05    |
| Niederländisch             | 0    | 0    | 0    | 0    | 0    | 0    | 0    | 0    | 1    | 01    |
| Portugiesisch              | 0    | 0    | 0    | 0    | 0    | 1    | 0    | 0    | 0    | 01    |
| Spanisch                   | 0    | 0    | 0    | 0    | 0    | 0    | 2    | 0    | 1    | 03    |
| Summe                      | 0    | 2    | 2    | 3    | 5    | 4    | 9    | 8    | 8    |       |

1. ↑  Inkl. WM 2023